# Arturo Carmona
Arturo Humberto Carmona Rojas (* 28. September 1909 in Coquimbo; † 4. Dezember 1966 in Santiago) war ein chilenischer Fußballspieler. Der Stürmer lief in sieben Länderspielen für Chile auf und erzielte dabei einen Treffer.

## Karriere

### Verein
Arturo Carmona spielte mindestens von 1935 bis 1937 beim Hauptstadtklub CD Magallanes. Mit dem Verein gewann er die Meisterschaft 1935. 1937 wechselte der Angreifer zum CSD Colo-Colo. Mit den Albos wurde Carmona 1937 Meister und erzielte dabei neun Saisontreffer für seinen Klub.

### Nationalmannschaft
Arturo Carmona lief insgesamt in sieben Länderspielen für die chilenische Nationalmannschaft auf. Sein Debüt gab er beim Campeonato Sudamericano 1935 unter Trainer Pedro Mazullo bei der 1:4-Niederlage gegen Argentinien. Nach acht Spielminuten erzielte Carmona das Führungstor für die La Roja, das sein einziger Länderspieltreffer bleiben sollte. Nach zwei weiteren Niederlagen gegen Uruguay und Peru landete der mit Spitznamen Negro genannte Carmona mit der La Roja auf dem vierten und letzten Turnierplatz. Beim Campeonato Sudamericano 1937 absolvierte Carmona vier der fünf Turnierspiele, darunter der sensationelle 3:0-Sieg gegen Uruguay. Trotz ansprechender Leistungen reichte es für Chile nur zum fünften Platz der sechs Teams. Die 2:3-Niederlage gegen Paraguay beim Turnier war zugleich das letzte Länderspiel für Carmona.

## Erfolge
Magallanes
- Chilenischer Meister: 1933, 1934, 1935

Colo-Colo
- Chilenischer Meister: 1937
- Copa de Campeones: 1937
- Campeonato de Apertura: 1938